# バレッツ
『バレッツ』（原題：L'immortel）は、2010年のフランス映画。原題はフランス語で「不滅」を意味する。英題の 22 Bullets は、マフィアのジャッキー・インバートが22個の弾丸を体に受けながらも生還したことからきている。
フランツ・オリヴィエ・ジスベールの小説（原題同じ）を原作としているが、実在の人物であるジャッキー・インバートをモデルとしていることもあり、実際に起きた事件が基になっている箇所がある。

## 制作

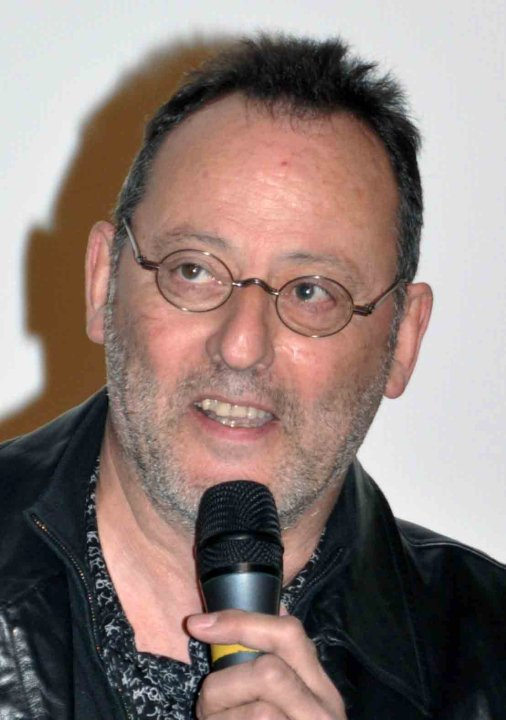
『バレッツ』のプレミアに来場するジャン・レノ

撮影は2009年2月23日から6週間マルセイユで行われ、4月上旬からはアヴィニョンに場所を移して撮影が続けられ、それからまた8週間パリで撮影が行われた。

## ストーリー
元マフィアの一員だったシャルリは引退し、しのぎはザッキアやオレリオに譲り、再婚相手のコラレフ及びその家族と共に平凡な日常を過ごしていた。
以前の妻は、シャルリの弁護士である｡
ところがある日、スーパーの駐車場で8人の覆面をかぶった団体に銃で22発を被弾し、危篤状態となる。
すぐに病院に運ばれ、奇跡的に命拾いしたシャルリだったが、生存がニュースで伝えられると再びザッキア一味に狙われる羽目になる。肺の中に銃を隠し持っていたり、眠ることを拒否するプロ意識を持つシャルリ。病室にはゴールドマンたちが仕掛けた隠しカメラやマイクがあり、犯人のきっかけになる情報を得ようとするが、全く手掛かりがない。後遺症によって右手が使えなくなったシャルリ。唯一の手掛かりである無言電話の相手から、刑務所にいるピスタチオに目を向ける。しかしこれも的外れ。一方、シャルリは仲間の聞き込みから、犯人が誰なのか情報を得ることに成功し、すぐに病院から抜け出して警察を巻くことにも成功する。フレデリックから襲撃犯人の情報を聞き出したシャルリ。
ヤクに手を出さないと誓っていたザッキアだったが、ヤクをしのぎにしたことで、シャルリのことを恐れるようになったのが、シャルリ襲撃の原因であった。兄弟の契りを交わした2人であったが、もはやそれは遠い昔の話になってしまっていた。
ザッキアは、フレデリックを捕まえはかせたのが、シャルリの仲間であるカリムというのを知り、カリムを抹殺してしまう。カリムの体の一部をシャルリの自宅へ送るザッキア一味。自分への報復は見逃していたシャルリであったが、葬式の際に見たカリムの家族の涙や、カリムへの愛情により復讐を誓う。家族をマルセイユから別荘へ半年避難させ、復讐を遂行すると誓うシャルリ。
まずはザッキアの邸宅へ手榴弾と拳銃を持っておもむき、バスティアンの誕生会の最中であったマフィアの一人であるバスティアンを射殺する。その後、全員への復讐を誓い、邸宅を後にするシャルリ。次に息子の墓に見舞いに来ていたアンジュを射殺する。
腐れ縁である警部のマリーゴールドマンと、儚さや常に何かに追われているという点から境遇が似ており、彼女は警官であった夫を殉職で亡くしていた。また、その夫を殺した犯人もまだ捕まっておらず、一人息子を一人で育てるという過酷な環境下に置かれ、酒浸りの毎日。一方、署長はマフィア同士が潰し合えば手間が省けるという考え方から、捜査に貪欲なゴールドマンとは考え方が合わない。ザッキアを尋問に行ったゴールドマンに対し、賄賂を受け取れば生活には事欠かないとザッキアは懐柔を図るが、性根が真面目なゴールドマンはこれを拒否する。ゴールドマンは、シャルリと組んだ方が警察の名誉が上がるという観点から、次第にシャルリの肩を持つようになる。
オレリオが尾行され、遂にシャルリの居所がばれてしまう。バイクで辛くも逃げ切ったシャルリ。次々にマフィアを射殺していくシャルリ。その後、息子が誘拐されてしまうシャルリ。シャルリから、息子救出のために捕まったことにしてくれと頼まれたゴールドマンは要求通り、そのニュースを流す。安心したザッキアは、一味に人質の息子も殺せと命令を出す。森へ連れて殺されそうになっていた息子は、間一髪のところで救出される。
その後、次々にマフィアは殺され、残るはザッキアのみとなる。ザッキア邸宅に赴いたシャルリだったが、気持ちの迷いが生じ、逆に銃を向けられてしまう羽目に。しかし、そのタイミングで警察が来て、2人とも拘束される。シャルリは軽い刑ですみ、ザッキアは麻薬売買などで重い刑を処されることに。
シャルリは無事出所し、オレリオと帰宅しようとするが、途中、自分が襲撃された駐車場に立ち寄ってくれと頼むシャルリ。襲撃の8人目の犯人は、オレリオだった。しかし、急所を外して撃っていたことをゴールドマンから告げられていたシャルリは、すべての銃弾をオレリオから外し、おあいこだとして見逃す。
帰宅して、家族と団欒するところで物語はジエンド。

## キャスト
| 役名                                       |  | 俳優                         | 日本語吹替 |
| ------------------------------------------ |  | ---------------------------- | ---------- |
| シャルリ・マッティ                         |  | ジャン・レノ                 | 菅生隆之   |
| トニー・ザッキア                           |  | カド・メラッド               | 福田信昭   |
| マルティン（コンシリエーレ）               |  | ジャン＝ピエール・ダルッサン | 伊藤和晃   |
| マリー・ゴールドマン                       |  | マリナ・フォイス             | 武田華     |
| オレリオ（弁護士）                         |  | リシャール・ベリ             |            |
| 署長                                       |  | デヴィッド・コービ           | 玉野井直樹 |
| カリム                                     |  | ムーサ・マースクリ           | 遠藤大智   |
| パスカル                                   |  | リュック・パラン             | 中村浩太郎 |
| エヴァ（シャルリの前の嫁の子供）           |  | ジョセフィーヌ・ベリ         |            |
| バスティアン                               |  | ジョーイ・スタール           |            |
| クリステルコラレフ（元娼婦でシャルリの妻） |  | フィリップ・マニャン         |            |
| フランク（メガネのマフィア）               |  | カルロ・ブラント             |            |
| ノルディーヌ（シャルリの仲間）             |  | ファニ・コラローヴァ         |            |

- アンジュ（マフィア）…ロン毛の太ったマフィア
- モルブルス（マフィア）
- フレデリック（マフィア）
- パスカル（マフィア）
- クロチルド（シャルリの前妻）
- マレク（ザッキアが可愛がっているマフィア）
- その他の声の吹き替え：名村幸太朗／かぬか光明／岩崎正寛／牛田裕子／平田真菜／石田嘉代／片貝薫／山口りゅう／林和良／尾崎麗奈／山内健嗣